# 18639 Aoyunzhiyuanzhe
18639 Aoyunzhiyuanzhe è un asteroide della fascia principale. Scoperto nel 1998, presenta un'orbita caratterizzata da un semiasse maggiore pari a 2,6919210 UA e da un'eccentricità di 0,0213771, inclinata di 2,51415° rispetto all'eclittica.